# Adam Sobczak
Adam Sobczak (ur. 14 grudnia 1989 w Gdańsku) – polski wioślarz, mistrz świata (2012).
Wioślarstwo zaczął uprawiać w 2004 roku.
W 2012 został mistrzem świata w nieolimpijskiej konkurencji czwórki podwójnej wagi lekkiej (w osadzie z Mariuszem Stańczukiem, Arturem Mikołajczewskim i Miłoszem Jankowskim)